# Eastern Province, Sierra Leone
Eastern Province är en av tre provinser i Sierra Leone. Vid folkräkningen 2015 hade Eastern Province 1 642 370 invånare. Kenema är administrativ huvudort. Diamant- och guldgruvor är viktiga industrier i provinsen. Här ligger även nationalparken Gola Forest.
Provinsen bildades 1945 då den bröts ut från Southern Province.

## Administrativ indelning
Provinsen är indelad i tre distrikt:
- Kailahun
- Kenema
- Kono

Dessa är i sin tur indelade i hövdingadömen.